# (37027) 2000 UO6
2000 UO6 (asteroide 37027) é um asteroide da cintura principal. Possui uma excentricidade de 0.17355130 e uma inclinação de 0.47109º.
Este asteroide foi descoberto no dia 24 de outubro de 2000 por LINEAR em Socorro.